# Browningia candelaris
Browningia candelaris, comúnmente conocido como cactus candelabro, es una especie de planta suculenta perteneciente al género Browningia, dentro de la familia Cactaceae. Es endémica de Perú.

## Descripción

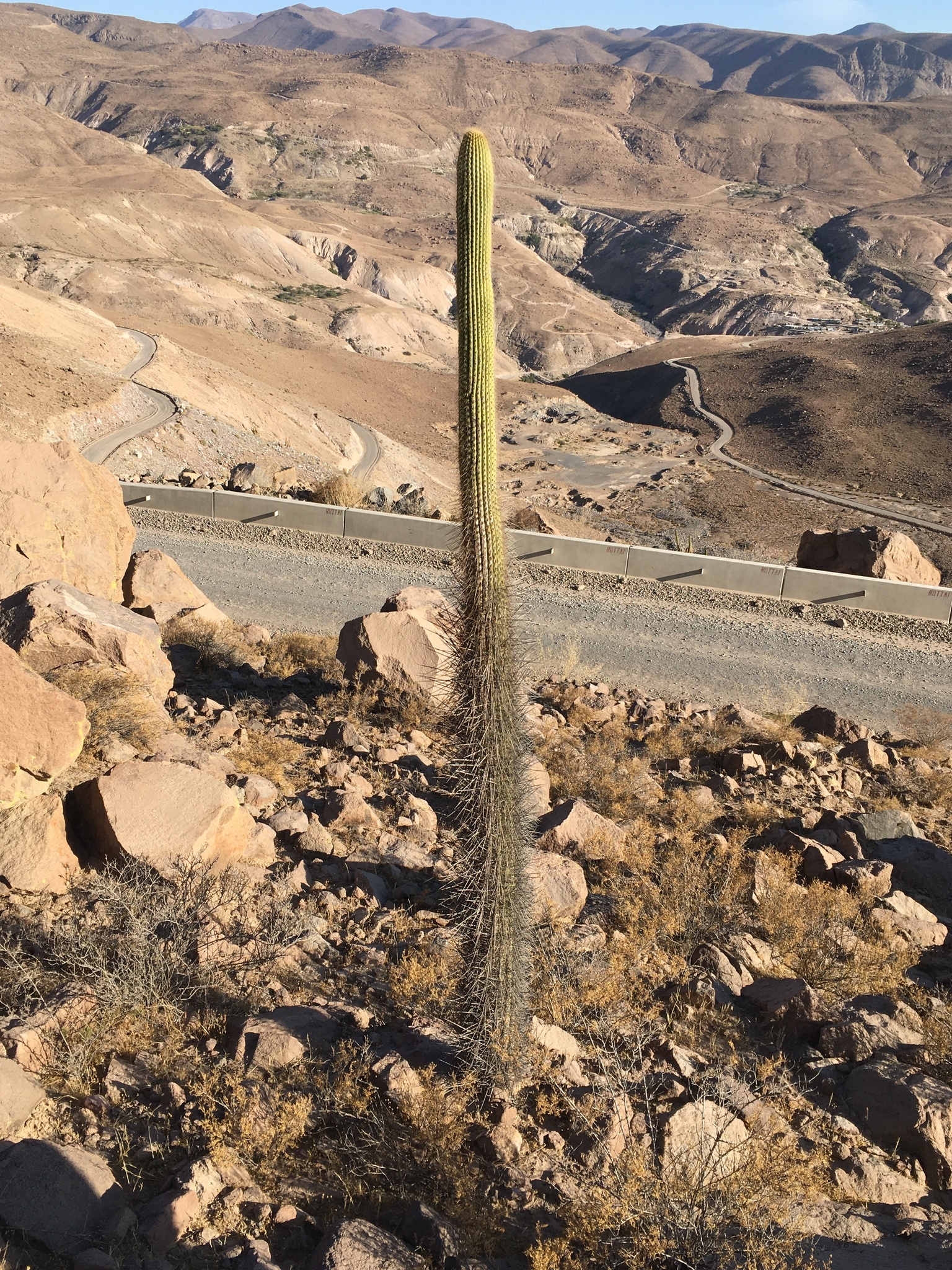
Detalle del tronco espinoso

Browningia candelaris es una especie de cactus que crece en forma de árbol, alcanzando una altura de hasta 6 m. Además, cuando madura, tiene un tronco distintivo no ramificado con un diámetro de hasta 50 cm, el cual está densamente cubierto de espinas marrones rectas, de 6 a 15 cm de longitud (aunque se han llegado a encontrar algunas de hasta 25,5 cm).  
Por encima del tronco, la planta tiene una corona de tallos delgados, cilíndricos, ramificados y casi sin espinas, lo que le da una apariencia de candelabro. Todos ellos tienen alrededor de 50 costillas bajas y redondeadas. Sobre ellas se sitúan las areolas, las cuales están muy juntas y presentan espinas muy delgadas, de color marrón amarillento a negro parduzco y miden hasta 1,3 cm de largo.
Las flores son tubulares, nocturnas y de color blanco, midiendo de 8 a 12 cm de largo. Los frutos son carnosos, de color amarillo cuando maduran y llegan a medir hasta 7 cm de largo. 

## Distribución y hábitat

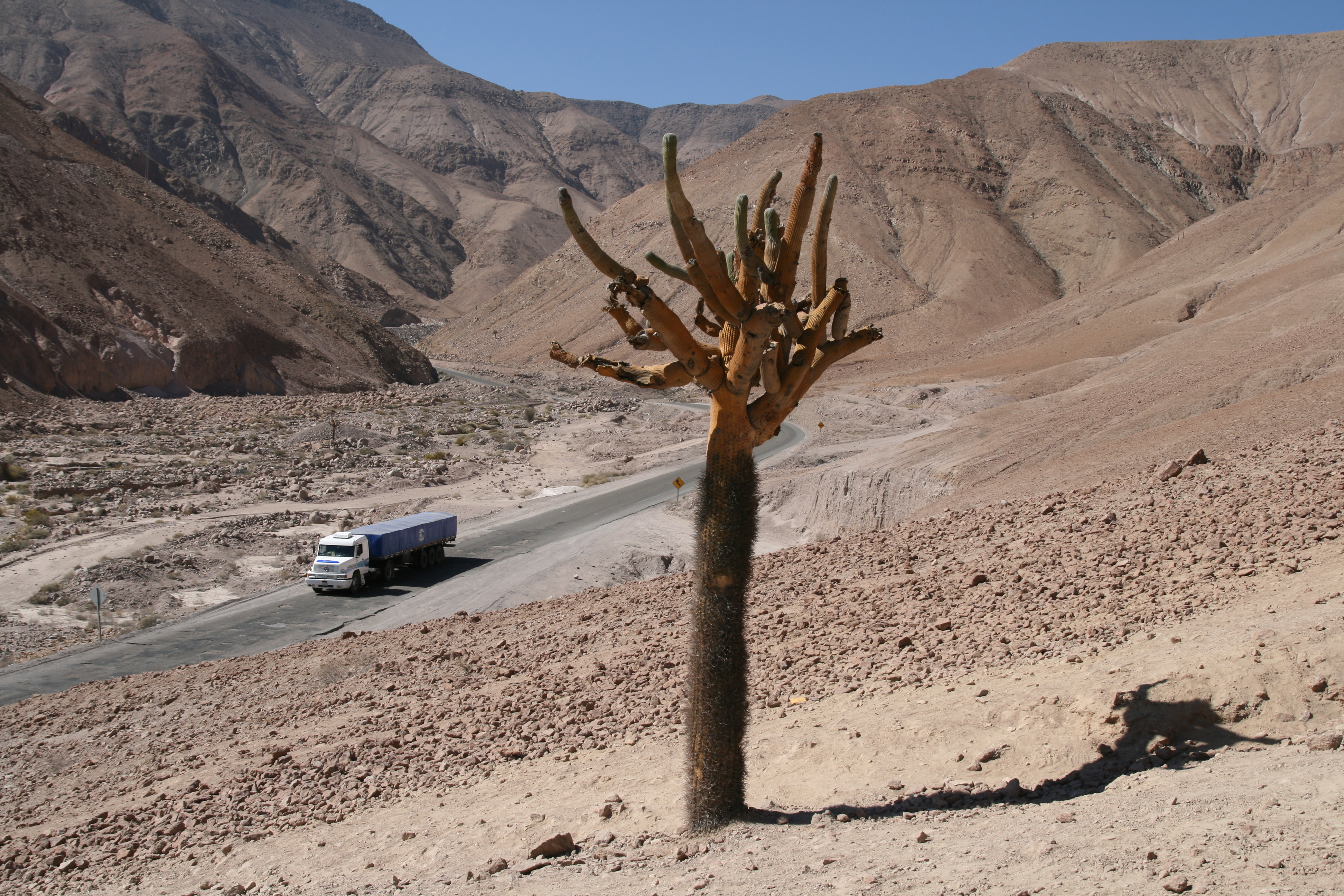
Planta en su hábitat

El área de distribución nativa de esta especie es Perú y crece principalmente en biomas desérticos o de matorrales secos, en las laderas de los Andes, a altitudes de entre 1800 y 2800 m.

## Taxonomía
La primera descripción de esta especie fue como Cereus candelaris, publicada en 1834 por el botánico alemán Franz Julius Ferdinand Meyen en su libro Observationes Botanicas in Itinere Circum Terram Institutas 1: 447.
Más tarde, los botánicos estadounidenses Nathaniel Lord Britton y Joseph Nelson Rose trasladaron la especie al género Browningia, por lo que pasó a llamarse Browningia candelaris. Registraron estos cambios en el libro The Cactaceae; descriptions and illustrations of plants of the cactus family 2: 63, publicado en 1920.

Etimología
- Browningia: nombre genérico otorgado en honor de Webster E. Browning (1869-1942), exdirector del Instituto Inglés de Santiago de Chile.[4]
- candelaris: epíteto específico que deriva de la palabra latina candela (que significa 'vela'), haciendo referencia a que crece como las velas de un candelabro.[5]

### Subespecies
Actualmente se distinguen dos subespecies:
| Imagen | Subespecie                                                | Descripción                                                            | Distribución         |
| ------ | --------------------------------------------------------- | ---------------------------------------------------------------------- | -------------------- |
|        | Browningia candelaris subsp. candelaris                   | Presenta tallos más altos y una forma más robusta.                     | Perú                 |
|        | Browningia candelaris subsp. icaensis (F.Ritter) D.R.Hunt | Presenta tallos más delgados y está adaptada a condiciones más áridas. | Perú (región de Ica) |

Sinonimia
- Sinónimos de Browningia candelaris subsp. candelaris: (no tiene)
- Sinónimos de Browningia candelaris subsp. icaensis:
  - Browningia icaensis F.Ritter, 1981

## Estado de conservación
En la Lista Roja de Especies Amenazadas de la UICN, la especie está clasificada como "Datos Insuficientes (DD)".Señalar que en algunos lugares puede verse amenazada por el pastoreo, que destruye las plántulas.

## Importancia económica y cultural

### Cultivo
Se cultiva principalmente como planta ornamental y su propagación se realiza normalmente a través de esquejes o semillas. Además, los frutos son comestibles.

### Psicoactividad
Se ha descubierto que contiene feniletilaminas psicotrópicas: N-acetil-3,4-dimetoxifeniletilamina, N,N-dimetil-3,4-dimetoxifeniletilamina, N,N-dimetil-4-metoxifeniletilamina y anfetamina sustituida 4-metoxianfetamina.  La forma sintética de este último compuesto se fabrica desde los años 1970 como droga de diseño y se promociona como MDMA, lo que ha provocado numerosas hospitalizaciones y varias muertes.

## Galería

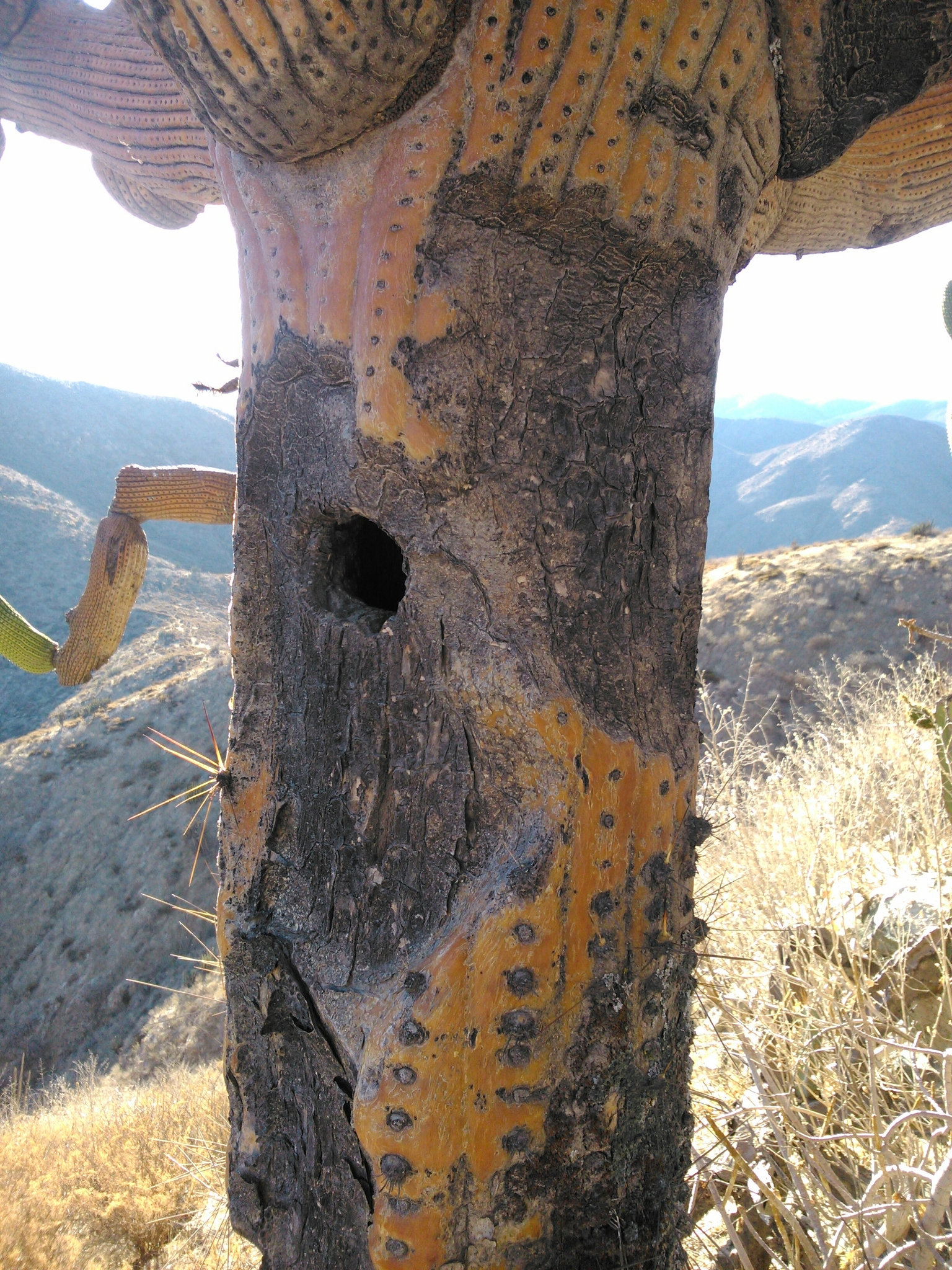
Agujero hecho por un ave para nidificar
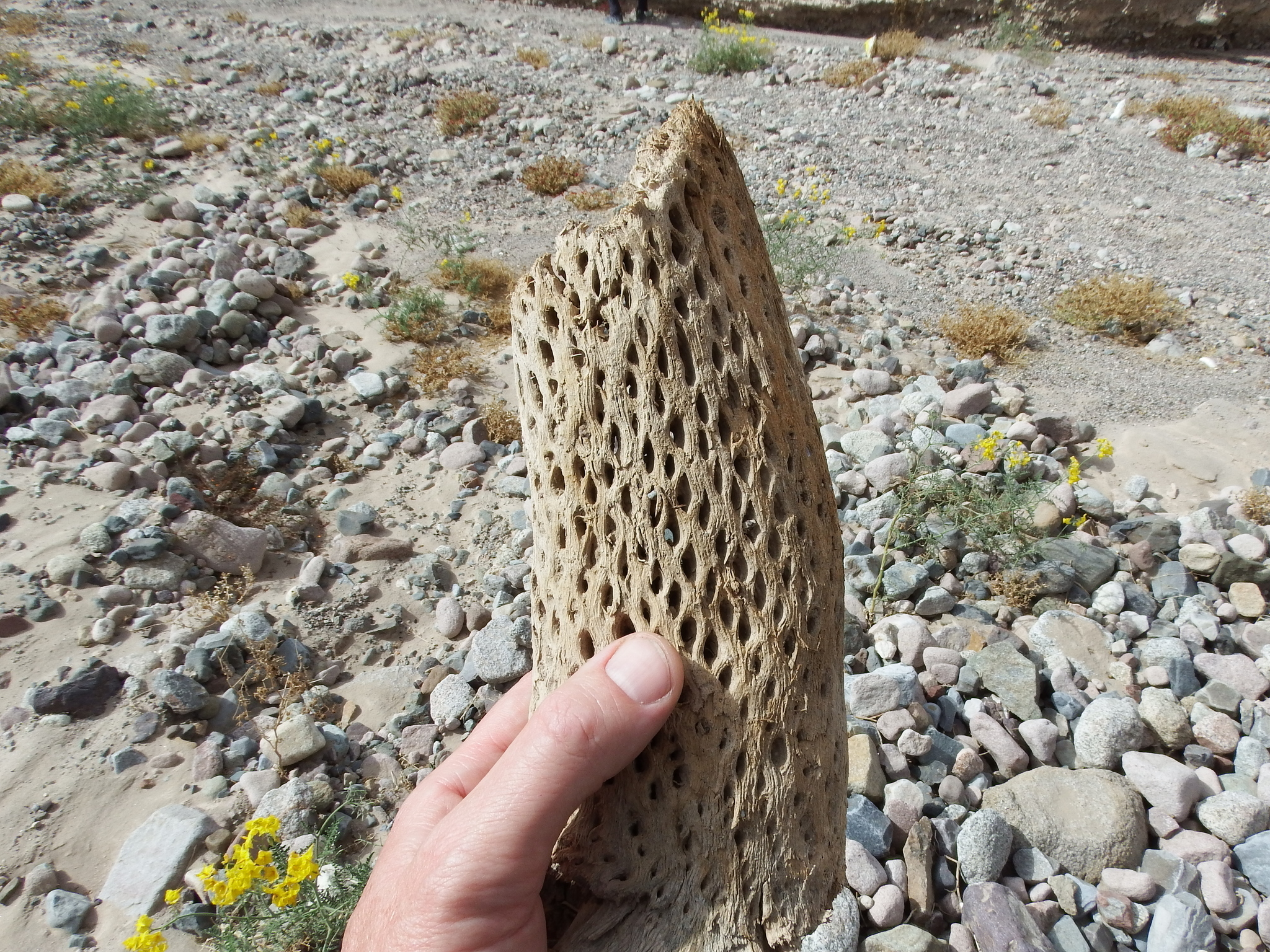
Detalle de la madera interna del tronco
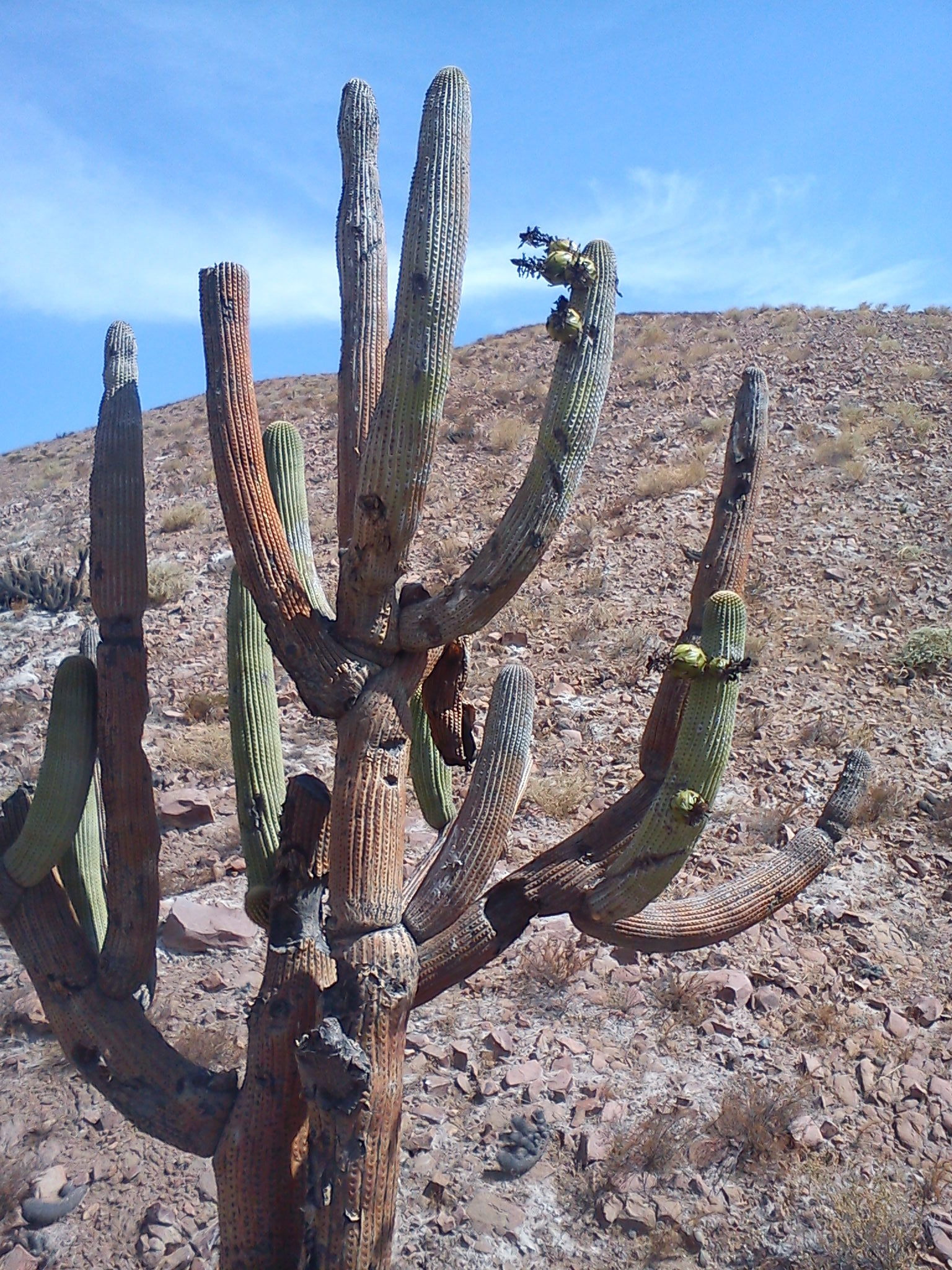
Planta con frutos
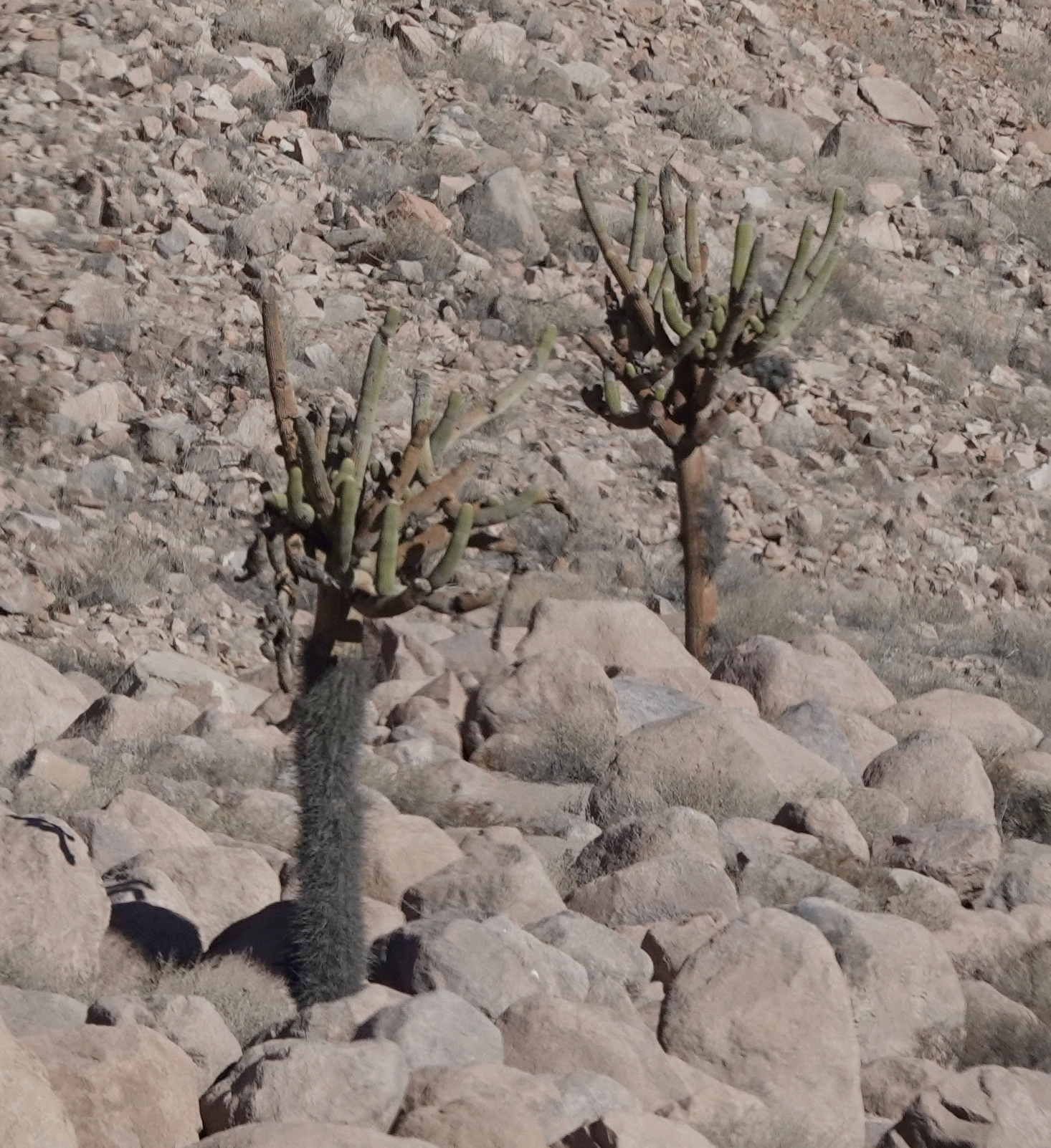
Plantas en su hábitat
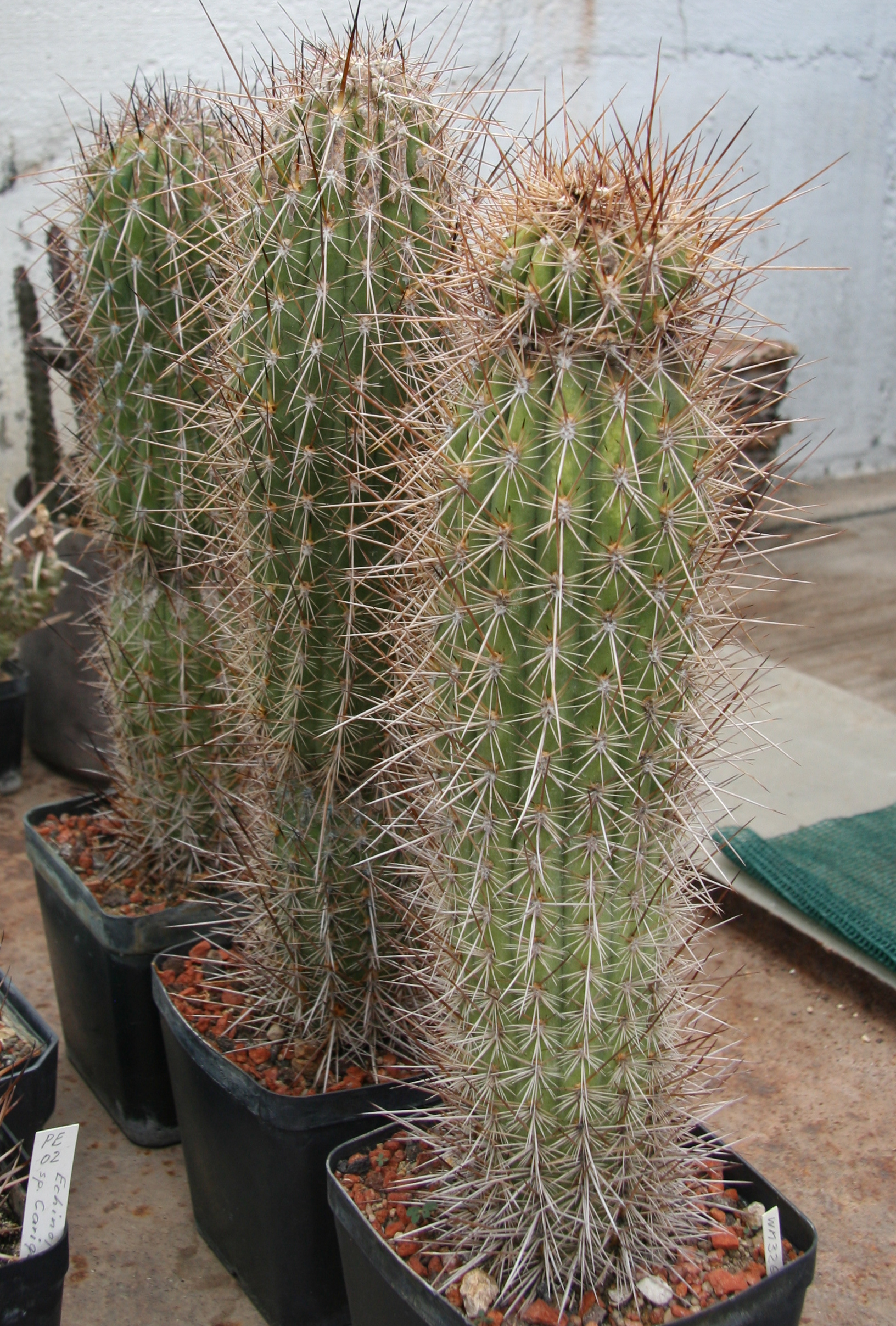
Plantas en cultivo